# Загонщик
«Загонщик» (пол. Naganiacz) — польский фильм 1964 года режиссёров режиссёров Эвы и Чеслава Петельских. по рассказу Романа Братского.

## Сюжет
Герой фильма — выживший участник Варшавского восстания Михал, который зимой 1944 года прячет у себя в доме группу венгерских евреев, сумевших бежать из состава, везущего в концлагерь обречённых на смерть.
Немцы начинают охоту на евреев. Единственная уцелевшая девушка подозревает, что это не было случайностью и что именно Михал организовал для немцев эту «охоту».

## В ролях
- Бронислав Павлик — Михал
- Мария Ваховяк — венгерка
- Кристина Борович — жена ротмистра
- Александр Фогель — Будыта
- Вацлав Ковальский — Томасик
- Рышард Петруский — Яворек
- Богдан Эймонт — советский офицер
- Стефан Бартик — человек из сожжённой лесной сторожки
- Тадеуш Сомоги — связной с приказом для Михала
- Анджей Красицкий — немецкий офицер-«охотник»
- Сильвестр Пшедвоевский — немецкий офицер-«охотник»
- Густав Люткевич — человек с ружьём
- Здзислава Жичковская — мать Яворка
- Хенрик Гринберг — венгерский еврей
- Хенрик Нысенцвайг — венгерский еврей
- Херман Лерхер — венгерский еврей
- Анна Ярачувна — венгерская еврейка
- Рут Тару-Ковальская — убегающая с ребёнком еврейка

## Награды
- 1964 — Государственная премия ПНР II-й степени режиссёрам фильма.
- 1964 — Международный кинофестиваль в Локарно — премия FIPRESCI и Специальный приз жюри.